# Zé Pereira da Chácara

O Zé Pereira da Chácara é um dos blocos carnavalescos mais antigos do país, fundado em Mariana, na década de 1840. Todos os anos, durante o Carnaval, os catitões caricatos correm as ruas históricas do município. 
A prática foi registrada no livro do Tombo Municipal de Mariana como Patrimônio Imaterial.

## História
A prática do Zé Pereira surgiu originalmente em Portugal, sendo transportada juntos aos imigrantes portugueses ao Rio de Janeiro. Posteriormente se difundiu por Ouro Preto, Olinda, Mariana e Piranga. A história do bloco Zé Pereira da Chácara, em Mariana, remonta a década de 1840, ano de sua fundação.
Com o passar das décadas, e a presença marcante do bloco no carnaval marianense, ele acabou se convertendo em uma das principais referências culturais para a população do município. Os catitões, conhecidos bonecões, tornaram-se uma prática cultural passada de geração em geração. Tradicionalmente abre o carnaval de Mariana, com concentração em frente a Escola Estadual Dom Benevides, no bairro Chácara.

### Catitões

Um dos catitões do bloco carnavalesco.

Na década de 1960 os bonecos tornaram-se a principal atração do evento. E a partir de 1990 começou-se a prática de confecção de bonecos representando personagens caricatos da histórica marianense, mineira e nacional. Atualmente são mais de 100 bonecos, há o Zé Pereira, principal personagem do evento, Tito, Liberato e Angelino, personagens populares marianenses, Fernando de Morais, escritor nascido em Mariana, Itamar Franco, Chico Xavier e muitos outros.
Cada boneco, possui em média 3 a 4 metros de altura, chegando a pesar entre 20 e 30 kg. Para a produção a primeira providência é a estrutura do boneco, feita de varas de bambu, taquara, papelão, cola e espuma para os suportes. Posteriormente vem as roupas e os detalhes.